# ريكاردو لوبيز بيريرا
ريكاردو لوبيز بيريرا (بالبرتغالية: Ricardo Lopes‏) (28 أكتوبر 1990 في البرازيل - ) هو لاعب كرة قدم برازيلي في مركز جناح ‏. لعب مع جونبك هيونداي موتورز وجيجو يونايتد ونادي فورتاليزا ونادي إيتوانو وGlobo Futebol Clube ‏ وGurupi Esporte Clube ‏ وInterporto Futebol Clube ‏.

## وصلات خارجية
- ريكاردو لوبيز بيريرا على موقع رابطة كرة القدم اليابانية للمحترفين (اليابانية)
- ريكاردو لوبيز بيريرا على موقع دوري كوريا الجنوبية (الإنجليزية)
- ريكاردو لوبيز بيريرا على موقع قاعدة بيانات كرة القدم.إي يو (الإنجليزية)
- ريكاردو لوبيز بيريرا على موقع Soccerway.com (الإنجليزية)
- ريكاردو لوبيز بيريرا على موقع عالم كرة القدم.نت (الإنجليزية)